# Severoouralsk
s
Severoouralsk (en russe : Североуральск — littéralement « [ville] du nord de l'Oural ») est une ville de l'oblast de Sverdlovsk, en Russie. Sa population s'élevait à 28 062 habitants en 2013.

## Géographie
Severoouralsk est arrosée par la rivière Vagran (bassin de l'Ob) à son point de confluence avec la rivière Kolonga. Elle se trouve à 26 km au nord de Volchansk, à 372 km au nord de Iekaterinbourg et à 1 400 km au nord-est de Moscou.

## Histoire
L'origine de Severoouralsk remonte à la construction d'une usine sidérurgique et d'une fonderie de cuivre en 1758. À partir de 1931, plusieurs importants dépôts de bauxite furent découverts dans la région. Severoouralsk accéda au statut de commune urbaine en 1938, puis à celui de ville en 1944, après avoir absorbé plusieurs localités voisines.

## Population
Recensements (*) ou estimations de la population,,,
| 1789 | 1897* | 1926* | 1959*  | 1970*  | 1979*  |
| ---- | ----- | ----- | ------ | ------ | ------ |
| 269  | 667   | 822   | 25 942 | 29 880 | 32 536 |

| 1989*  | 2002*  | 2010*  | 2012   | 2013   | 2014 |
| ------ | ------ | ------ | ------ | ------ | ---- |
| 36 131 | 34 673 | 29 263 | 28 651 | 28 062 | -    |

## Économie
La principale entreprise de Severoouralsk est l'aciérie OAO Sevouralboksitrouda (en russe : ОАО Севуралбокситруда).